# Cornelis Herfst Adriaan van der Mijle
Cornelis Herfst Adriaan van der Mijle (Barendrecht, 16 mei 1867 – Amsterdam, 2 februari 1951) was een Nederlands politicus, die tussen 1920 en 1945 actief is geweest in veel kleine, rechts-radicale politieke partijen.
Na zijn studie medicijnen, afgesloten met een promotie in 1898, vestigde hij zich als huisarts in Heeze. Vanaf 1920 was hij politiek actief, in veel verbanden, partijen en partijtjes. Wegens zijn vele politieke initiatieven luidde zijn bijnaam de 'veelpartijenman'. Zo was hij van 1920 tot 1922 voorzitter van de Nederlandsche Bond van Belastingbetalers. Van 1922 tot 1927 was hij voorzitter van de Nationale Bond voor Bezuiniging. Voor deze partij was hij de lijsttrekker bij de verkiezingen voor de Tweede Kamer in 1925. Hij was in de jaren 1929 tot 1933 voorzitter van het Verbond van Nationalisten en voor deze partij was hij lijsttrekker bij de verkiezingen voor de Tweede Kamer in 1929 en in 1933. Van 1933 tot 1935 was hij voorzitter van de Nationaal-Socialistische Partij. Bij de Kamerverkiezingen in 1933 was hij lijsttrekker voor deze partij. In 1943 was hij lid van de Nederlandsch-Duitsche Kultuurgemeenschap.
Tegelijkertijd met zijn vele politieke functies had hij een aantal redacteurschappen van aan de politieke partijen verbonden partij-organen. Zo was hij in de jaren 1922 tot 1941 onder meer hoofdredacteur van De Tegenstroom, van De Controleur, van De Belastingbetaler en van De Financieele Revue 1922-1941. Ook was hij enige tijd redacteur van het literaire tijdschrift De Ploeger.
 Portaal: Fascisme en nationaalsocialisme in Nederland · Fascisme · Nationaalsocialisme